# Patzmannsdorf
Patzmannsdorf ist eine Ortschaft und eine Katastralgemeinde in der Gemeinde Stronsdorf im Bezirk Mistelbach in Niederösterreich.

## Geografie
Patzmannsdorf liegt im Weinviertel in Niederösterreich in einer Seehöhe von 220 m. Patzmannsdorf ist ein Langangerdorf mit vielen Hakenhöfen bzw. Zwerchhöfen. Es gibt 215 Häuser und ca. 420 Bewohner.

## Geschichte
Der Legende nach soll hier ein Ort, welcher „Absdorf“ oder „Podorf“ geheißen haben soll, gewesen sein. Diese Ortschaft soll zweimal ausgestorben und später von einem ungarischen Edelmann Michael Pazman(n) neu begründet worden sein. Einen Edlen Michael Pazman(n) aus Ungarn hat es aber im Hochmittelalter nicht gegeben. Diese Legende ist offenbar durch eine Kontamination des mittelhochdeutschen Personennamen Pazaman/Pezaman – dem Namensgeber des Ortes – und dem aus der ungarischen Gegenreformationsgeschichte bekannten Péter Pázmány (Erzbischof von Gran/Esztergom 1616–1637) entstanden.
Nach einer Inschriftstafel in der Pfarrkirche hat aber Martin Pazman im Jahre 1150 die Kirche und Pfarre neu gegründet. Die Fronauer, eines der reichsten Rittergeschlechter Niederösterreichs, waren im 14. und 15. Jahrhundert die Herrschaftsinhaber. Nach den Fronauern sind die Besitzverhältnisse etwas verworren, bis im 18. Jahrhundert die Sinzendorfer als Inhaber auftreten.
In den letzten Tagen des Zweiten Weltkriegs, zwischen 22. April und 8. Mai 1945, wurde Patzmannsdorf Schauplatz heftiger und wechselvoller Stellungskämpfe zwischen Truppen der Wehrmacht und der Roten Armee, bei denen 10 Zivilisten ums Leben kamen und zahlreiche Gebäude zerstört oder stark beschädigt wurden.

## Kultur und Sehenswürdigkeiten

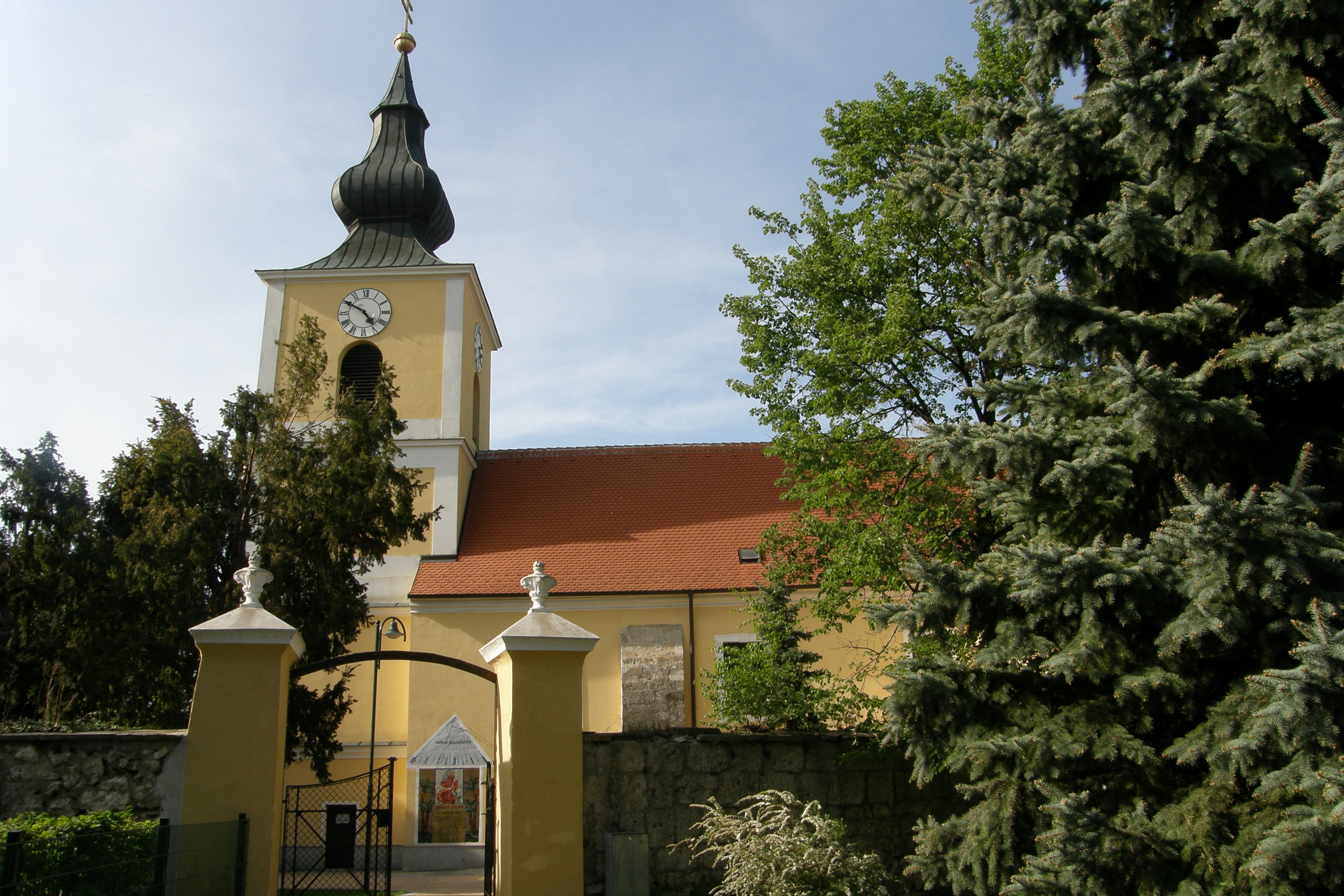
Pfarrkirche Patzmannsdorf

- Katholische Pfarrkirche Patzmannsdorf hl. Martin
- In Patzmannsdorf gibt es ein Kellerdorf (die Trift) und zwei Kellergassen, in denen der Wein aus den Rieden gekauft und genossen werden kann (Offene Kellertür). Die Kellergasse am Schlossberg liegt am Niederösterreichischen Landesrundwanderweg sowie am Ostösterreichischen Grenzlandweg und damit auch auf dem Europäischen Fernwanderweg E8. Neben den vielen Freizeitangeboten (Fußballplatz, Beachvolleyballplatz, Eislauf/Hockeyplatz, Spielplatz, Rodelbahn) gibt es noch viele Marterl, Wegkreuze und die umliegende Landschaft zu erkunden – zu Fuß, mit dem Fahrrad oder auf dem Rücken eines Pferdes.
- Das Pfingstkönigssingen, dessen Ursprung nur vermutet werden kann, zählt wohl zu den bedeutendsten Bräuchen in Patzmannsdorf. Ein Bub wird mit Zweigen von Lindenbäumen und drei Pfingstrosen auf dem Kopf geschmückt, und durch den Ort geführt. Auf dem Rundgang begleiten ihn Mädchen und Buben, Trommler und Sammler. Die Dorfbewohner geben den Kindern Geld, das sich die Akteure teilen. Am Ende wird das Laubkleid in den Bach geworfen.
- Einzigartig in Patzmannsdorf ist auch das Fahnentragen, welches von den Ratscherkindern an den Sonntagen der Fastenzeit durchgeführt wird.
- Die Jugend bringt jedes Jahr ein oder zwei Theaterstücke zur Aufführung.

## Wirtschaft und Infrastruktur

### Bildung
In Patzmannsdorf befindet sich ein Kindergarten.